# Balatonfenyves

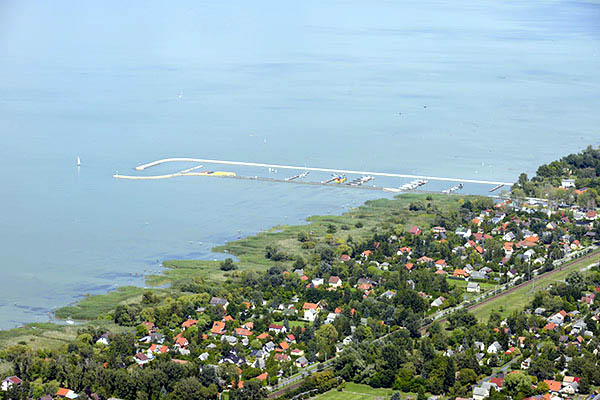
Luftaufnahme des Ortes

Balatonfenyves ist eine ungarische Gemeinde im Kreis Fonyód im Komitat Somogy.

## Geografische Lage
Der Ort liegt direkt am südlichen Ufer des Balaton. Nachbargemeinden sind Balatonmáriafürdő im Westen und Fonyód im Osten.

## Einwohnerentwicklung
Die Einwohnerzahl ging seit 1992 allmählich zurück:
- 1.1.2020: 1730
- 1.10.2011 (census): 1884
- 1.2.2001 (census): 1916
- 1.1.1992: 2246

## Sehenswürdigkeiten
- Der Touristenort hat den längsten Strand am Plattensee mit seinen ca. 1,8 km (1,12 mi). Der Zugang ist kostenfrei.
- Schmalspurbahn (siehe unter Verkehr)

## Verkehr
Balatonfenyves ist an die Bahnstrecke Budapest–Murakeresztúr angeschlossen. Vom Bahnhof in Balatonfenyves bestehen Zugverbindungen zum Budapester Ostbahnhof und nach Nagykanizsa.
Durch Balatonfenyves verläuft die Hauptstraße Nr. 7, 500 m südlich des Ortes die Autobahn M7 mit eigener Anschlussstelle.
Vom Bahnhof Balatonfenyves GV verkehrt die Schmalspurbahn nach Imremajor und von dort weiter nach Csisztafürdő (13 km) bzw. Somogyszentpál (14 km), die ab 1950 ursprünglich für Wirtschaftszwecke gebaut wurde. Die Fahrtzeit beträgt etwa 35 bzw. 40 Minuten.

## Fotogalerie

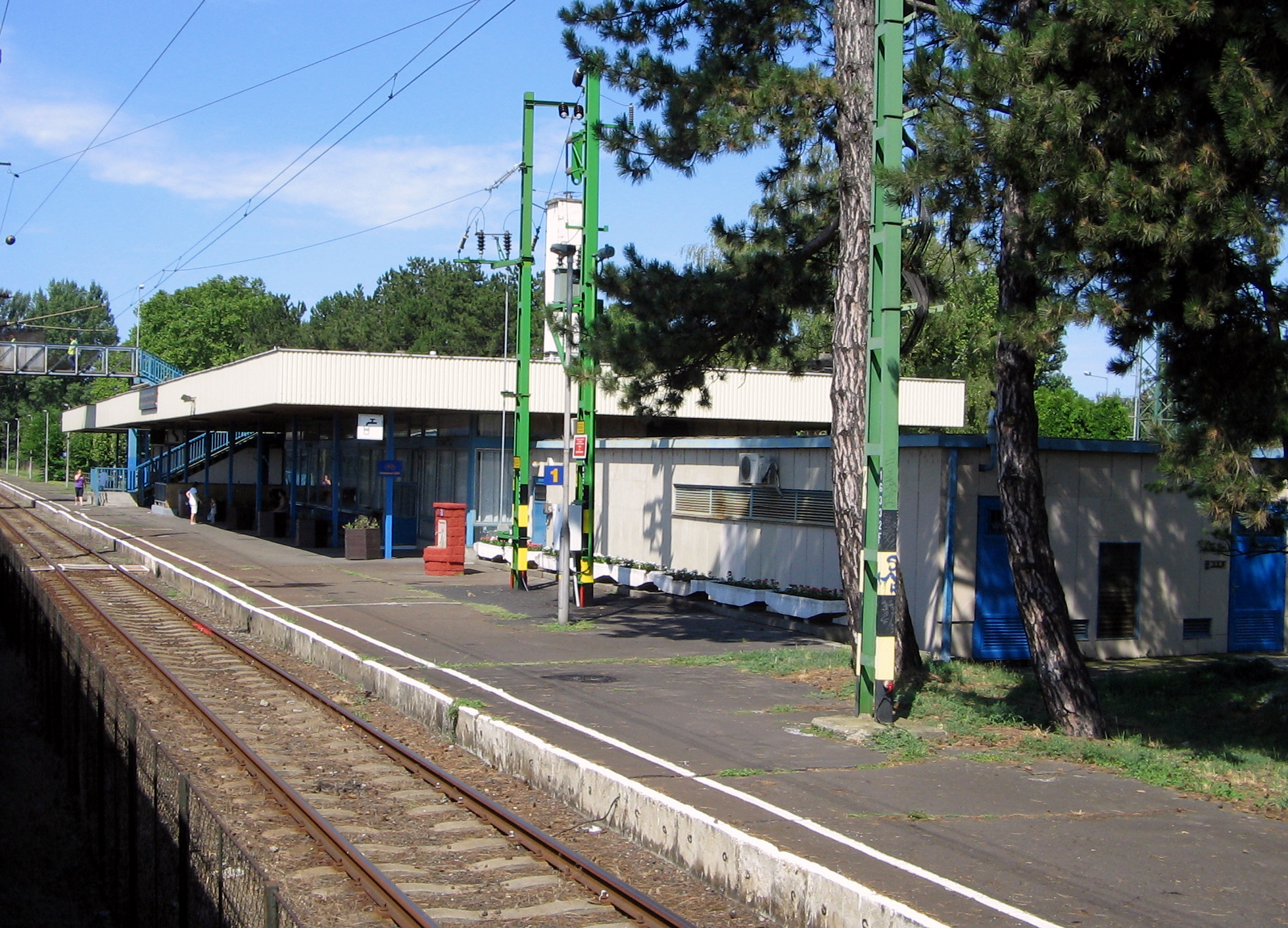
Bahnhof von Balatonfenyves
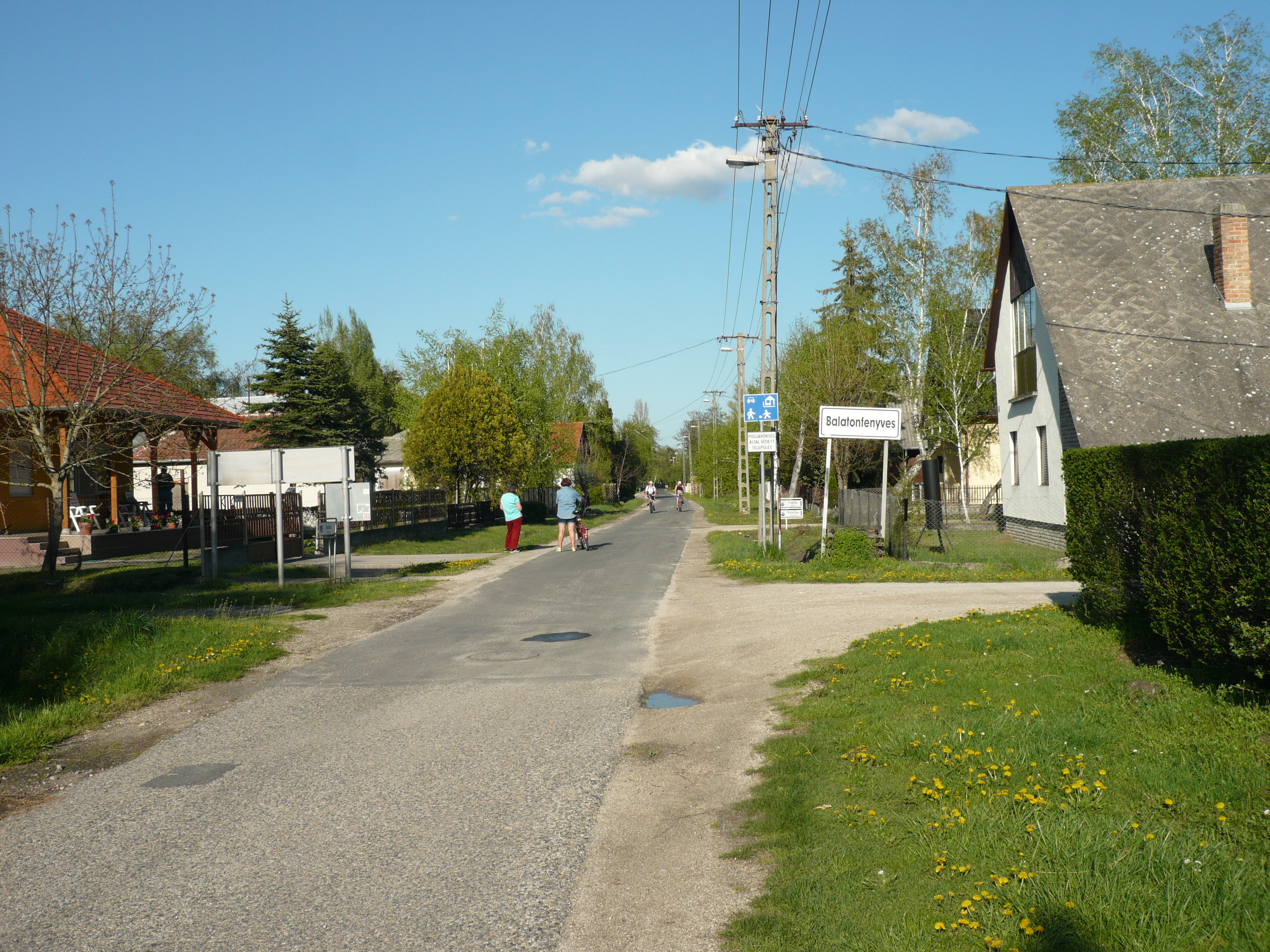
Balatonradweg durch den Ort
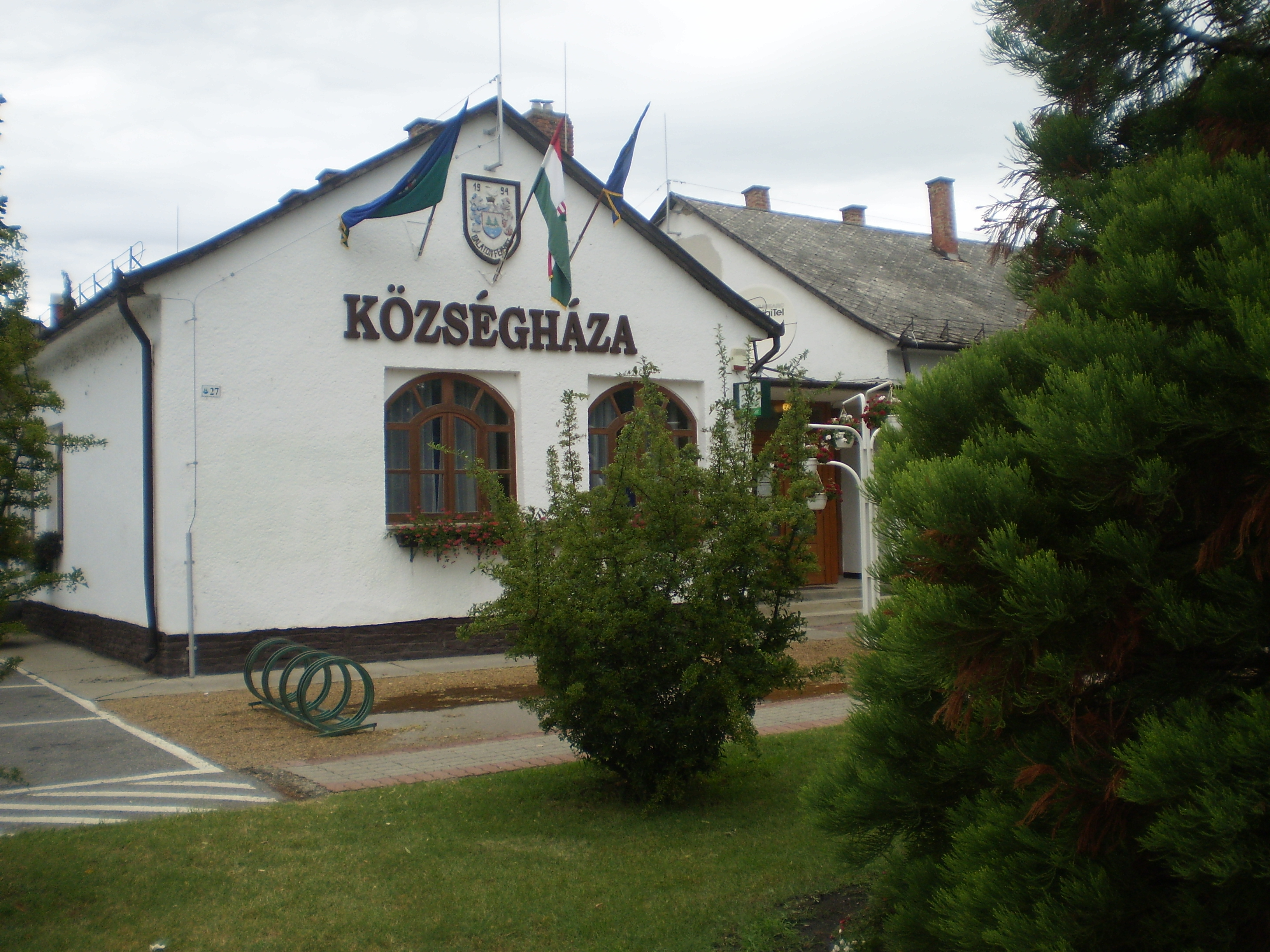
Rathaus von Balatonfenyves
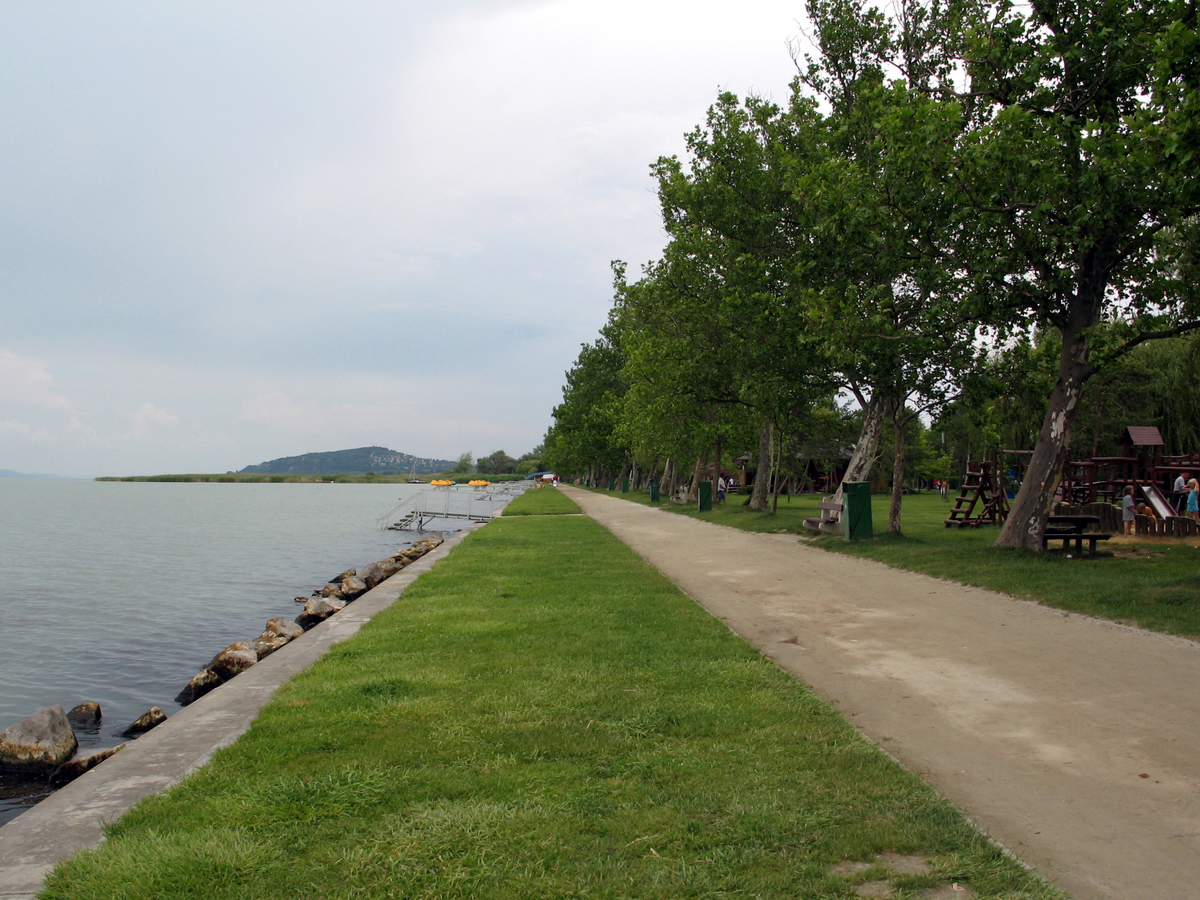
Strandabschnitt